# Jacques Briat
Pour les articles homonymes, voir Briat.
Jacques Briat, homme politique français, né le 18 janvier 1948 à Valence-d'Agen (Tarn-et-Garonne).
Il est député de 1993 à 1997, et de 2002 à 2007, dans la 2e circonscription de Tarn-et-Garonne.

## Biographie

### Vie privée
Jacques Briat est docteur en pharmacie, diplômé de l'Institut d'études politiques, de l'Institut d'administration des entreprises, et titulaire d'un DESS de sciences économiques.
Il épouse en 2004 Sandrine Briat, ancienne conseillère municipale Montalbanaise. Le couple a un enfant, Arnaud Briat, né en 2006.

### Carrière politique
Jacques Briat est président départemental de l'UDF (Tarn-et-Garonne) de 1983 à 1998, président départemental de Démocratie libérale de 1998 à 2002, président départemental de l'UMP de 2003 à 2006 et président départemental du Parti radical valoisien de 2006 à 2007.
Jacques Briat est candidat aux élections cantonales à Valence-d'Agen, puis aux élections cantonales à Auvillar. De même, il est candidat aux élections municipales à Valence-d’Agen, puis aux élections municipales à Moissac.
Jacques Briat remporte les élections législatives de 1993 dans la Deuxième circonscription de Tarn-et-Garonne face au candidat radical de gauche et ministre du tourisme Jean-Michel Baylet qui est alors contraint de quitter sa place au gouvernement.
À la veille du premier tour des élections régionales de mars 2010, Jacques Briat se désolidarise de l'UMP en appelant publiquement à voter contre la chef de file de l'UMP pour les élections régionales de Midi-Pyrénées, Brigitte Barèges.
En mars 2011,,il refuse de soutenir Nicolas Pompigne-Mognard (en), le candidat de l'UMP aux élections cantonales de Valence-d'Agen ,ancien membre de sa liste municipale considerant ce dernier comme un candidat de façade.
Le 17 novembre 2011, sortant de sa retraite arcachonnaise pour un dernier tour de piste, dans un communiqué publié par La Dépêche du Midi Jacques Briat annonce qu'il sera candidat aux élections législatives de 2012 : « J'ai donc décidé d'être candidat à l'élection législative de 2012. (...) J'ai quitté l'UMP pour divergences de stratégie avec la direction montalbanaise. Je ne demande donc aucune investiture. Ma décision est irrévocable. J'annoncerai officiellement ma candidature et débuterai ma campagne dans les premiers mois de 2012 ».

## Liste des mandats et fonctions

### Mandats nationaux
- 02/04/1993 - 21/04/1997 : député
- 19/06/2002 - 19/06/2007 : député

### Mandats locaux
- 16/03/1998 - 12/07/2002 : conseiller régional de Midi-Pyrénées
- Conseiller municipal de Valence d'Agen